# Victor Gaiciuc
Victor Gaiciuc (n. 12 martie 1957, satul Pepeni, raionul Sîngerei) este un general de divizie din Republica Moldova. A îndeplinit funcția de ministru al apărării al Republicii Moldova între 19 aprilie 2001 - 15 octombrie 2004, 14 noiembrie 2019 - 16 martie 2020 și din 9 noiembrie 2020 până în prezent.

## Biografie
Victor Gaiciuc s-a născut la data de 12 martie 1957 în satul Pepeni, raionul Sîngerei. A absolvit Școala superioară militară de aviație din Harkov (în 1978) și apoi a studiat la Academia Militar-Politică din Moscova, Departamentul forțelor armate aeriene  al URSS (1986-1989), obținând ulterior titlul științific de Doctor în științe istorice. În anul 1997 a urmat cursuri la Colegiul NATO din Roma. 

După absolvirea Școlii de aviație din Harkov, în perioada 1978-1986, a fost pilot, pilot principal, comandant de patrulă, locțiitor de comandant de escadron al regimentului de aviație în districtele militare sovietice Zabaikalie și Belarus. După cursurile militare superioare absolvite la Moscova, revine în anul 1989 în calitate de șef al Departamentului Instruire și apoi adjunct al comandantului Regimentului de Aviație, responsabil de instruirea personalului în districtul militar Belarus al Armatei Sovietice.

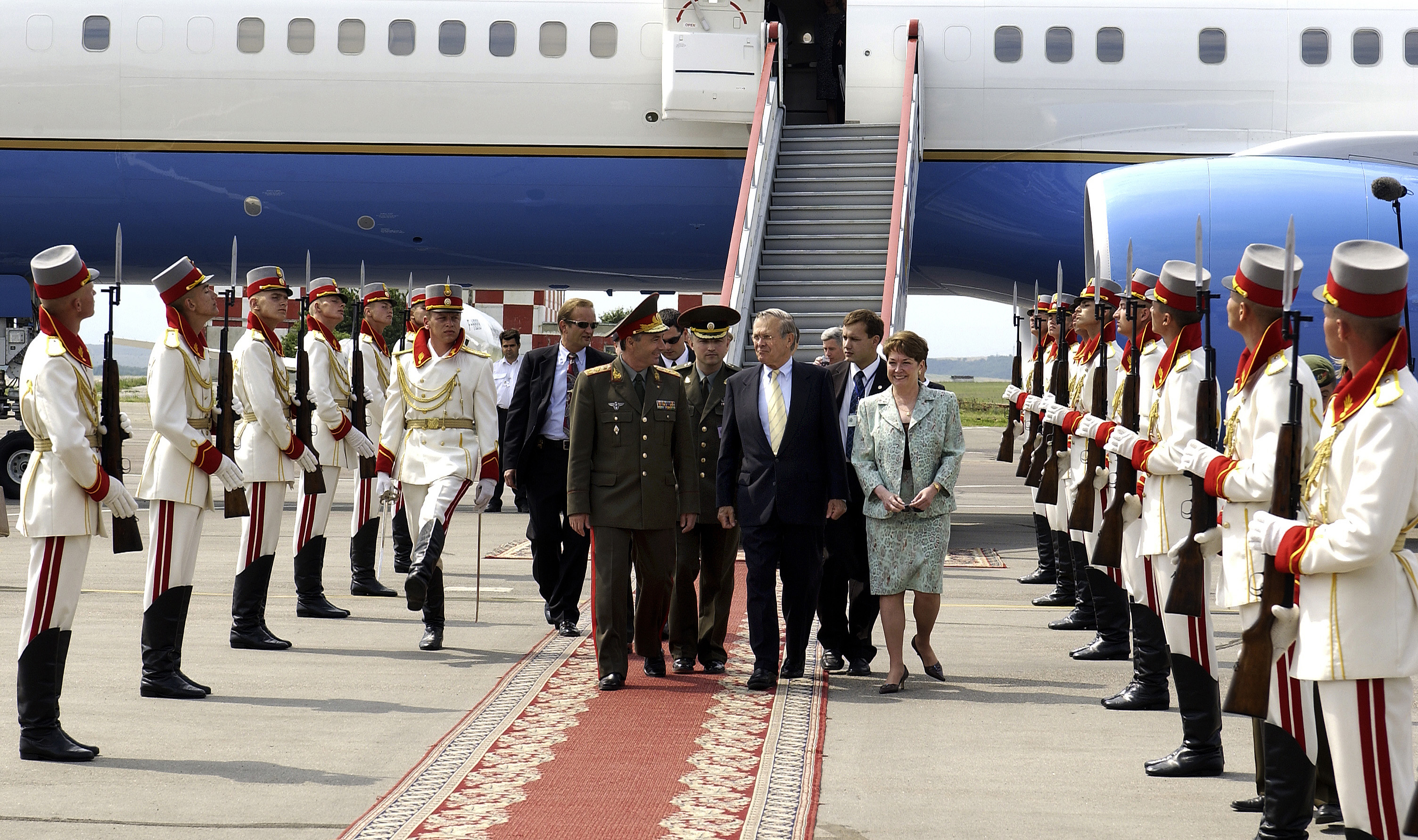
Secretarul de stat Rumsfeld și ministrul apărării al Republicii Moldova. Gen. Victor Gaiciuc merge pe covorul roșu

În anul 1993, Victor Gaiciuc se reîntoarce în Republica Moldova, unde este numit în funcția de specialist principal, șef al Secției pentru pregătire umanitară a Direcției Instruire a Ministerului Apărării al Republicii Moldova. Din anul 1994 este șef al Direcției Instruire. La data de 3 iunie 1997 este numit în funcția de viceministru al apărării, fiind responsabil de instruirea personalului, legislație militară și relații internaționale . Este revocat din această funcție la 7 aprilie 1999 . Apoi între anii 1999-2000 a îndeplinit funcția de comisar în Departamentul Militar Administrativ al Ministerului Apărării al Republicii Moldova. La 14 aprilie 2000 este numit din nou în funcția de viceministru al apărării, responsabil pentru cooperarea internațională (Parteneriatul pentru Pace, programe de cooperare NATO) .
În baza votului de încredere acordat de Parlament, prin Decretul Președintelui Republicii Moldova, la data de 19 aprilie 2001, colonelul Victor Gaiciuc este numit în funcția de ministru al apărării în Guvernul Vasile Tarlev (1). La data de 20 februarie 2002, a fost avansat la gradul militar de general de brigadă .
A fost demis din această funcție la 15 octombrie 2004, prin decret prezidențial, după ce Consiliul Suprem de Securitate (CSS) a făcut un demers pentru demiterea sa, fiind criticată activitatea Ministerului Apărării, care a tolerat lipsa unei evidențe reale a patrimoniului militar al Armatei Naționale și cazurile de încălcare a drepturilor militarilor în termen. Această revocare a avut loc ca urmare a unui scandal legat de sustragerea ilegală din depozitele Armatei Naționale a unui lot de arme: 200 de grenade F-1; 31 de aruncătoare de grenade; 90 mii de muniții.
La data de 12 ianuarie 2005, Victor Gaiciuc a fost numit în funcția de Ambasador Extraordinar și Plenipotențiar al Republicii Moldova în Regatul Belgiei și de Reprezentant al Republicii Moldova la NATO. De asemenea, la 16 decembrie 2005, i s-a adăugat, prin cumul, și funcția de Ambasador Extraordinar și Plenipotențiar al Republicii Moldova în Regatul Țărilor de Jos, cu reședința la Bruxelles.
Prin Decretul nr. 1026/12 martie 2007, Președintele Republicii Moldova, Vladimir Voronin, i-a conferit Ordinul "Serviciul Patriei" clasa III, pentru merite în asigurarea capacității de apărare a statului și contribuție la dezvoltarea colaborării dintre Republica Moldova și alte state și organizații internaționale. De asemenea, a fost decorat cu distincții militare ale Republicii Moldova, precum și ale altor țări (Rusia, Kazahstan, Ucraina).
În perioada 1 ianuarie 2010 - 24 februarie 2019 a ocupat funcția de Președinte al Societății de Asigurări „Acord Grup” SA.
Din 2012 este Președintele Uniunii Ofițerilor din Republicii Moldova.
La alegerile parlamentare din februarie 2019 s-a regăsit în lista candidaților PSRM și a devenit deputat în Parlamentul Republicii Moldova de legislatura a X-a. Și-a depus mandatul la 03 septembrie 2019, urmare a propunerii parvenite din partea șefului statului de a ocupa funcția de consilier al Președintelui Republicii Moldova în domeniul securității și apărării naționale, secretar al Consiliului Suprem de Securitate. 
Prin Decretul nr. 1233 din 12 august 2019, Președintele Republicii Moldova, Igor Dodon, îl numește, pe domnul general de brigadă în rezervă, Victor Gaiciuc, în funcția de consilier al Președintelui Republicii Moldova în domeniul apărării și securității naționale, secretar al Consiliului Suprem de Securitate.  În perioada 14 noiembrie 2019 – 16 martie 2020 a fost ministru al apărării în Guvernul Ion Chicu, ulterior revenind la Președinție. La 16 martie 2020 a primit titlul de general de divizie.
Victor Gaiciuc vorbește limbile română, rusă și franceză. Este căsătorit și are doi copii.

## Lucrări publicate
- Constituirea Armatei Naționale (cronica evenimentelor 1989-1992) (Ed. Civitas, Chișinău, 1999), 108 p. - împreună cu Vitalie Ciobanu;
- Premise ale formării organismului militar al Republicii Moldova. În revista "Cugetul" nr. 4/1999, p. 22-24;
- Crearea Armatei Naționale al Republicii Moldova în contextul evenimentelor istorice. În revista "Tyrageția" nr. 9/2000, p. 285-297.